# Ekonomika miast
Ekonomika miast – dziedzina nauk ekonomicznych zajmująca się analizą miast. Używając narzędzi ekonomicznych, analizuje się takie zagadnienia jak przestępczość, edukacja, transport zbiorowy, mieszkalnictwo. W wąskim znaczeniu tego terminu, jest to dziedzina mikroekonomii, która studiuje strukturę miasta oraz rozmieszczenie firm i gospodarstw domowych. Jej kluczowym modelem ekonomicznym jest model miasta monocentrycznego opracowany w latach 60. XX wieku przez Williama Alonso, Richarda Mutha i Edwina Millsa.